# Liga Asiática de Hockey Hielo
La Liga Asiática de Hockey Hielo es la liga internacional entre Japón y Corea del Sur de hockey sobre hielo. La liga fue promovida desde la Federación de Hockey Hielo del Japón después de que la Liga Japonesa de Hockey Hielo perdiera popularidad.
Así, en 2003, con el cierre de la Liga Surcoreana de Hockey Hielo, se llegó a un acuerdo entre las dos federaciones para establecer una competición multinacional en Asia Oriental. La liga comenzó con 5 equipos (4 japoneses y 1 surcoreano). Poco después la liga se expandiría a otros países, uniéndose la R. P. China y Rusia en la temporada 2004-05 y se aumentaría el número de equipos, llegando a contar con 9 equipos en la temporada 2008-09.
Durante su existencia, la mayoría de equipos se nutren principalmente de jugadores locales, aunque las bases de la liga permiten un cierto número de extranjeros en cada equipo.

## Historia
La primera temporada en 2003-04 se inició tras el colapso de las ligas de hockey japonesa y surcoreana. Tras ello, se inicio el proyecto conjunto con la finalidad de mantener jugadores en activo que mejorasen sus habilidades de cara a las Olimpiadas intentando aumentar la popularidad y seguimiento del deporte.
Esta primera temporada que contó con los equipos HL Anyang (Corea del Sur), Nippon Paper Cranes (Japón), Red Eagles Hokkaido (Japón), Nikkō Ice Bucks (Japón) y Seibu Prince Rabbits (Japón) apenas duró 2 meses en un formato más cercano al de un torneo que al de una temporada de liga regular, aunque sí cumplió la expectativa de mantener viva una competición de máxima categoría para ambos países.
Para la temporada 2004-05, sí se preparó un formato de liga regular más completo. La organización de la misma coincidió con un programa de la National Hockey League para promover el deporte en la R. P. China, aunque esto no impidió que equipos nacionales se unieran a la Liga Asiática, así los equipos Harbin y Qiqihar se sumaron a la liga al igual que el equipo ruso Golden Amur de Jabárovsk, iniciando una temporada de 8 equipos que algunos consideran como la verdadera temporada inaugural.
En la temporada 2005-06 volvieron a haber cambios notables. Los rusos Golden Amur se retiraron de la competición por problemas financieros. Un nuevo equipo surcoreano, Kangwon Land, solicitó unirse a la competición aunque más tarde se retirarían al reconsiderar el nivel del equipo en comparación a los ya existentes en la liga. En este año se amplío en uno el número áximo de jugadores extranjeros por equipo además de permitir al equipo sueco Nordic Vikings (afincado en Pekín) competir.
Para 2006-07, los Nordic Vikings se retiraron tras no encontrar patrocinadores y no poder incurrir en los gastos necesarios para atender los partidos. El resto de equipos, con algunos cambios, se mantuvieron. En la 2008-09, Harbin y Qiqihar se fusionaron en un nuevo equipo conocido como China Dragon, dejando la liga en 7 equipos hasta la temporada 2013-14.
En la 2013-14 se unió el nuevo equipo surcoreano Daemyung Sangmu, que estaría hasta la temporada 2015-16. En la 2014-15 se unió un nuevo equipo ruso, el PSK Sajalín, que se mantendía en la liga hasta la temporada 2019-20, cuya final fue cancelada por el Covid-19, ese año el equipo finalizaría su participación compartiendo el título de campeón con los surcoreanos HL Anyang.
La temporada del Covid-19 también fue la última del equipo surcoreano Daemyung Killer Whales, que se había unido a la competición en la temporada 2016-17. La del Covid-19 sería también la primera temporada de los East Hokkaido Cranes, que al año siguiente jugaron su última temporada.
Desde la temporada 2022-23, vuelven a ser sólo 5 equipos de Japón y Corea del Sur en la competición. Estando los decanos HL Anyang (Corea del Sur), Red Eagles Hokkaido (Japón) y Nikkō Ice Bucks (Japón), junto con Tohoku Free Blades (Japón; en la liga desde la temporada 2009-10) y Yokohama Grits (Japón; en la liga desde la temporada 2022-23).

## Equipos participantes
Desde sus inicios, la Liga Asiática fue planteada como una liga para 12 equipos de varios países. Debido a dificultades financieras, esta expansión nunca se ha llegado a dar. Para la temporada 2024-25, la liga consistió en cinco equipos, al igual que las tres temporadas anteriores.

### Equipos actuales
| País          | Equipo(s) (Estadio, Ciudad)                                | 1.ª T.  | Mapa                                      |
| ------------- | ---------------------------------------------------------- | ------- | ----------------------------------------- |
| Corea del Sur | HL Anyang (Estadio Anyang, Anyang)                         | 2003-04 | Anyang Nikkō Tomakomai Hachinohe Yokohama |
| Japón         | Nikkō Ice Bucks (Pista de Hielo Nikkō Kirifuri, Nikkō)     | 2003-04 | Anyang Nikkō Tomakomai Hachinohe Yokohama |
| Japón         | Red Eagles Hokkaido (Hakucho Arena, Tomakomai)             | 2003-04 | Anyang Nikkō Tomakomai Hachinohe Yokohama |
| Japón         | Tohoku Free Blades (Flat Hachinohe, Hachinohe)             | 2009-10 | Anyang Nikkō Tomakomai Hachinohe Yokohama |
| Japón         | Yokohama Grits (Kosé Shin-Yokohama Skate Center, Yokohama) | 2022-23 | Anyang Nikkō Tomakomai Hachinohe Yokohama |

### Participantes históricos
| Equipo                 | Ubicación                | Estadio(s)                                       | Temporadas | Temporadas |
| Equipo                 | Ubicación                | Estadio(s)                                       | Primera    | Última     |
| ---------------------- | ------------------------ | ------------------------------------------------ | ---------- | ---------- |
| Kokudo Ice Hockey Club | Nishitōkyō               | Suntory Higashi-fushimi Ice Arena                | 2003       | 2006       |
| Nippon Paper Cranes    | Kushiro                  | Nippon Paper Cranes                              | 2003       | 2019       |
| High1                  | Goyang, Chuncheon, Seoul | Goyang Ice Rink Eui Am Ice Rink Mokdong Ice Rink | 2004       | 2019       |
| Golden Amur            | Jabárovsk                | Platinum Arena                                   | 2004       | 2019       |
| Changchun Fuao         | Qiqihar                  | Harbin Sports Center Pavilion                    | 2004       | 2006       |
| Hosa                   | Harbin                   | Harbin Sports Center Pavilion                    | 2004       | 2006       |
| Seibu Prince Rabbits   | Nishitōkyō               | DyDo Drinco Ice Arena                            | 2006       | 2009       |
| Nordic Vikings         | Beijing                  | Hosa Skating Center                              | 2005       | 2006       |
| China Sharks           | Beijing, Shanghai        | Hosa Skating Center Songjiang Stadium            | 2005       | 2009       |
| China Dragon           | Harbin                   | Harbin Sports Center Pavilion                    | 2009       | 2017       |
| Daemyung Sangmu        | Seoul                    | Mokdong Ice Rink                                 | 2012       | 2016       |
| PSK Sakhalin           | Yuzhno-Sajalinsk         | Ice Palace Kristall                              | 2013       | 2022       |
| Daemyung Killer Whales | Seúl                     | Mokdong Ice Rink                                 | 2016       | 2021       |
| East Hokkaido Cranes   | Kushiro                  | Kushiro Ice Arena                                | 2019       | 2023       |

## Cuadro de competición
A lo largo de la historia de la competición han participado equipos pertenecientes a cuatro países.
| Color      | Resultados                   |
| ---------- | ---------------------------- |
| Rojo       | Campeón de la Liga Asiática  |
| Amarillo   | Finalista                    |
| Verde      | Semifinalista                |
| Celeste    | Primera ronda                |
| Azul       | Playoffs no celebrados       |
| Gris claro | No cualificado para playoffs |
| Gris       | No jugó la temporada         |

| Club                   | 2004 | 2005 | 2006 | 2007 | 2008 | 2009 | 2010 | 2011 | 2012 | 2013 | 2014 | 2015 | 2016 | 2017 | 2018 | 2019 | 2020 | 2023 | 2024 | 2025 |
| ---------------------- | ---- | ---- | ---- | ---- | ---- | ---- | ---- | ---- | ---- | ---- | ---- | ---- | ---- | ---- | ---- | ---- | ---- | ---- | ---- | ---- |
| HL Anyang              | 3    | 5    | 2    | 5    | 5    | 1    | 1    | 4    | 2    | 4    | 6    | 1    | 1    | 1    | 2    | 3    | 2    | 1    | 1    | 1    |
| Nippon Paper Cranes    | 1    | 1    | 1    | 1    | 4    | 4    | 3    | 2    | 4    | 3    | 3    | 6    | 3    | 5    | 7    | 4    |      |      |      |      |
| Tohoku Free Blades     |      |      |      |      |      |      | 5    | 3    | 6    | 2    | 5    | 3    | 5    | 4    | 3    | 8    | 7    | 5    | 3    | 4    |
| Red Eagles Hokkaido    | 4    | 4    | 4    | 3    | 3    | 3    | 2    | 1    | 1    | 1    | 1    | 4    | 4    | 3    | 5    | 5    | 3    | 2    | 2    | 2    |
| Seibu Prince Rabbits   | 2    | 2    | 3    | 2    | 1    | 2    |      |      |      |      |      |      |      |      |      |      |      |      |      |      |
| PSK Sajalín            |      |      |      |      |      |      |      |      |      |      |      | 2    | 2    | 2    | 1    | 2    | 1    |      |      |      |
| Nikkō Ice Bucks        | 5    | 6    | 6    | 6    | 6    | 7    | 6    | 6    | 3    | 5    | 7    | 8    | 6    | 6    | 4    | 7    | 6    | 3    | 4    | 3    |
| High1                  |      |      | 7    | 4    | 2    | 5    | 4    | 5    | 5    | 6    | 4    | 5    | 7    | 7    | 8    | 6    |      |      |      |      |
| Daemyung Killer Whales |      |      |      |      |      |      |      |      |      |      |      |      |      | 8    | 6    | 1    | 4    |      |      |      |
| Daemyung Sangmu        |      |      |      |      |      |      |      |      |      |      | 2    | 7    | 8    |      |      |      |      |      |      |      |
| Golden Amur            |      | 3    |      |      |      |      |      |      |      |      |      |      |      |      |      |      |      |      |      |      |
| East Hokkaido Cranes   |      |      |      |      |      |      |      |      |      |      |      |      |      |      |      |      | 5    | 4    |      |      |
| Nordic Vikings         |      |      | 5    |      |      |      |      |      |      |      |      |      |      |      |      |      |      |      |      |      |
| Yokohama Grits         |      |      |      |      |      |      |      |      |      |      |      |      |      |      |      |      |      | 6    | 5    | 5    |
| China Dragon           |      |      |      |      | 7    | 6    | 7    | 7    | 7    | 7    | 8    | 9    | 9    | 9    |      |      |      |      |      |      |
| Hosa                   |      | 7    | 8    | 7    |      |      |      |      |      |      |      |      |      |      |      |      |      |      |      |      |
| Changchun Fuao         |      | 8    | 9    | 8    |      |      |      |      |      |      |      |      |      |      |      |      |      |      |      |      |

## Palmarés
| Año     | Playoffs                                                         | Playoffs                                                         | Playoffs                                                         | Ganador liga regular                                         |
| Año     | Campeón                                                          | Resultado                                                        | Finalista                                                        | Ganador liga regular                                         |
| ------- | ---------------------------------------------------------------- | ---------------------------------------------------------------- | ---------------------------------------------------------------- | ------------------------------------------------------------ |
| 2003–04 | Los playoffs no se celebraron.                                   | Los playoffs no se celebraron.                                   | Los playoffs no se celebraron.                                   | Nippon Paper Cranes                                          |
| 2004–05 | Seibu Prince Rabbits                                             | 3–1                                                              | Nippon Paper Cranes                                              | Nippon Paper Cranes                                          |
| 2005–06 | Seibu Prince Rabbits (2)                                         | 3–2                                                              | Nippon Paper Cranes                                              | Nippon Paper Cranes                                          |
| 2006–07 | Nippon Paper Cranes (2)                                          | 3–1                                                              | Seibu Prince Rabbits                                             | Nippon Paper Cranes                                          |
| 2007–08 | Oji Eagles                                                       | 3–0                                                              | Nippon Paper Cranes                                              | Seibu Prince Rabbits                                         |
| 2008–09 | Nippon Paper Cranes (3)                                          | 4–3                                                              | Seibu Prince Rabbits                                             | Anyang Halla                                                 |
| 2009–10 | Anyang Halla                                                     | 3–2                                                              | Nippon Paper Cranes                                              | Anyang Halla                                                 |
| 2010–11 | Playoffs cancelados por el terremoto y tsunami de Japón de 2011. | Playoffs cancelados por el terremoto y tsunami de Japón de 2011. | Playoffs cancelados por el terremoto y tsunami de Japón de 2011. | Oji Eagles                                                   |
| 2011–12 | Oji Eagles (2)                                                   | 3–1                                                              | Nikkō Ice Bucks                                                  | Oji Eagles                                                   |
| 2012–13 | Tohoku Free Blades (2)                                           | 3–1                                                              | Oji Eagles                                                       | Oji Eagles                                                   |
| 2013–14 | Nippon Paper Cranes (4)                                          | 3–1                                                              | Oji Eagles                                                       | Oji Eagles                                                   |
| 2014–15 | Tohoku Free Blades (3)                                           | 3–0                                                              | Anyang Halla                                                     | Anyang Halla                                                 |
| 2015–16 | Anyang Halla (3)                                                 | 3–2                                                              | PSK Sajalín                                                      | Anyang Halla                                                 |
| 2016–17 | Anyang Halla (4)                                                 | 3–0                                                              | PSK Sajalín                                                      | Anyang Halla                                                 |
| 2017-18 | Anyang Halla (5)                                                 | 3–1                                                              | Oji Eagles                                                       | PSK Sajalín                                                  |
| 2018-19 | PSK Sajalín                                                      | 3–0                                                              | Nippon Paper Cranes                                              | Daemyung Killer Whales                                       |
| 2019–20 | Playoffs cancelados por la pandemia de COVID-19.                 | Playoffs cancelados por la pandemia de COVID-19.                 | Playoffs cancelados por la pandemia de COVID-19.                 | PSK Sajalín                                                  |
| 2020-21 | Temporada cancelada por COVID-19, jugada como Copa de Japón.     | Temporada cancelada por COVID-19, jugada como Copa de Japón.     | Temporada cancelada por COVID-19, jugada como Copa de Japón.     | Temporada cancelada por COVID-19, jugada como Copa de Japón. |
| 2021–22 | Temporada cancelada por COVID-19, jugada como Copa de Japón.     | Temporada cancelada por COVID-19, jugada como Copa de Japón.     | Temporada cancelada por COVID-19, jugada como Copa de Japón.     | Temporada cancelada por COVID-19, jugada como Copa de Japón. |
| 2022–23 | HL Anyang (7)                                                    | 3–2                                                              | Red Eagles Hokkaido                                              | HL Anyang                                                    |
| 2023–24 | HL Anyang (8)                                                    | 3–1                                                              | Red Eagles Hokkaido                                              | HL Anyang                                                    |
| 2024–25 | HL Anyang (9)                                                    | 3–1                                                              | Red Eagles Hokkaido                                              | HL Anyang                                                    |

### Títulos por club
| Equipo                                           | Títulos | Temporadas                                                                      |
| ------------------------------------------------ | ------- | ------------------------------------------------------------------------------- |
| HL Anyang                                        | 9       | 2009–10, 2010–11, 2015–16, 2016–17, 2017–18, 2019–20, 2022–23, 2023–24, 2024–25 |
| Nippon Paper Cranes                              | 4       | 2003–04, 2006–07, 2008–09, 2013–14                                              |
| Tohoku Free Blades                               | 3       | 2010–11, 2012–13, 2014–15                                                       |
| Red Eagles Hokkaido (anteriormente «Oji Eagles») | 2       | 2007–08, 2011–12                                                                |
| PSK Sajalín                                      | 2       | 2018–19, 2019–20                                                                |
| Seibu Prince Rabbits (anteriormente «Kokudo»)    | 2       | 2004–05, 2005–06                                                                |